# Trevante Rhodes
Trevante Nemour Rhodes, född 10 februari 1990 i Ponchatoula i Louisiana (uppvuxen i Little Elm i Texas), är en amerikansk skådespelare. Han har fått motta ett flertal utmärkelser för sin roll som "Black" (Chiron som vuxen), i den Oscarvinnande filmen Moonlight (2016). Han har efter detta medverkat i andra filmproduktioner som The Predator (2018), Bird Box (2018) och The United States vs. Billie Holiday (2021). Han har utöver detta även varit verksam som friidrottssprinter.

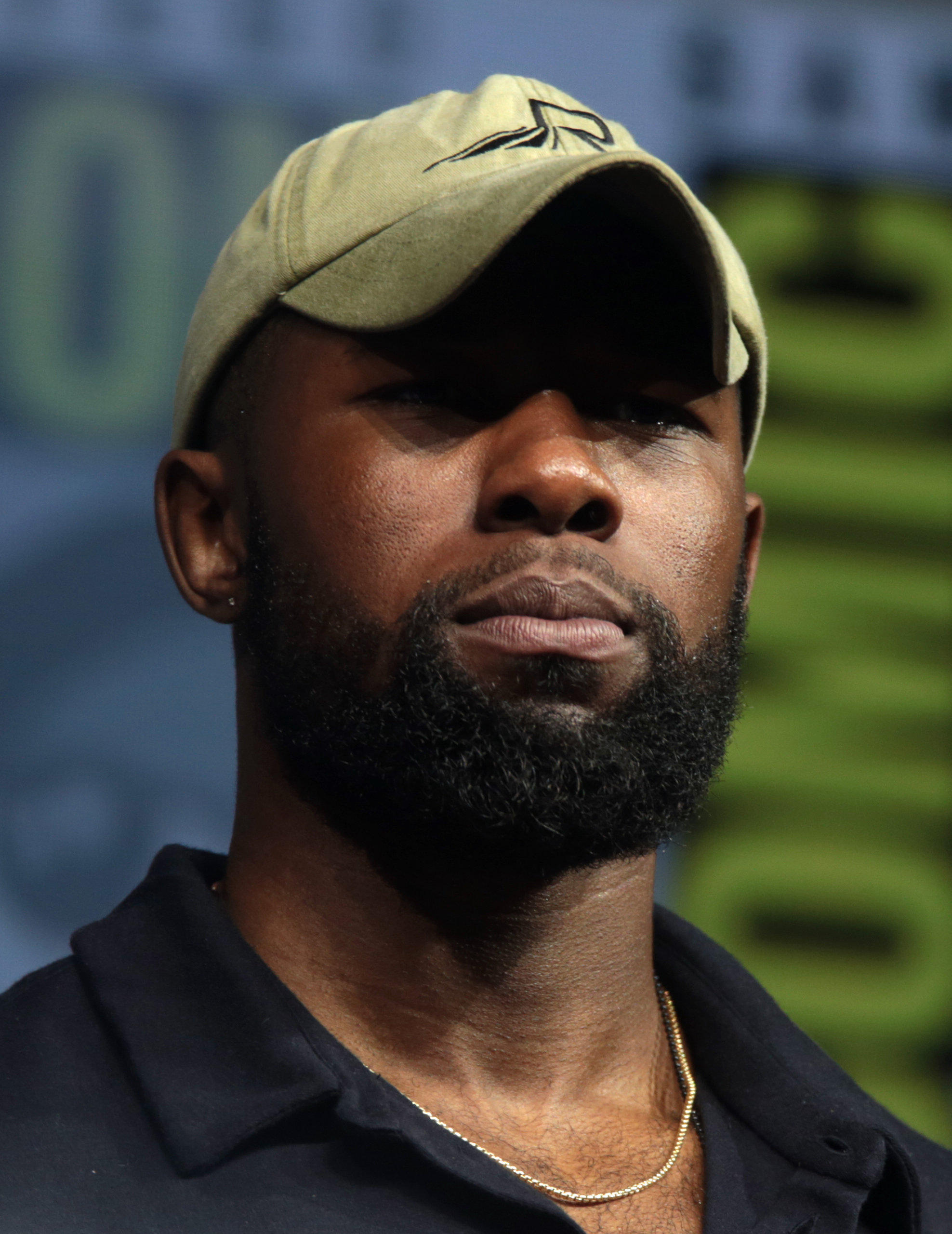
Trevante Rhodes på San Diego Comic-Con, den 19 juli 2018.

## Filmografi (i urval)

### Filmer
| År   | Titel                                | Roll                       | Noter           |
| ---- | ------------------------------------ | -------------------------- | --------------- |
| 2014 | Open Windows                         | Brian                      |                 |
| 2016 | Kill the King (Shangri-La Suite)     | Mike                       |                 |
| 2016 | Moonlight                            | Chiron (även kallad Black) |                 |
| 2017 | Burning Sands                        | Fernander                  |                 |
| 2017 | Song to Song                         | Ej angivet                 | Scener raderade |
| 2018 | The Predator                         | Nebraska Williams          |                 |
| 2018 | Bird Box                             | Tom                        |                 |
| 2021 | The United States vs. Billie Holiday | Jimmy Fletcher             |                 |
| 2022 | Bruiser                              | Porter                     |                 |
| 2023 | Candy Cane Lane                      | Tre                        |                 |
| 2024 | Mea Culpa                            | Zyair Malloy               |                 |

### TV-serier
| År   | Titel     | Roll       | Noter                              |
| ---- | --------- | ---------- | ---------------------------------- |
| 2016 | Westworld | Bachelor   | Avsnittet "The Original"           |
| 2022 | Mike      | Mike Tyson | Huvudroll; även exekutiv producent |